# Signify
Signify – четвертий студійний альбом англійського гурту прогресивного року Porcupine Tree. Виданий у вересні 1996 року як одинарний компакт-диск, альбом був згодом перевиданий у 2003 році як подвійний альбом з додатковим демо-матеріалом з аудіокасетного альбому 1997 року Insignificance та у 2011 році як вініловий LP .

## Підґрунтя

### Написання і запис
Не зовсім задоволені з наполовину колективного, наполовину сольного характеру альбому 1995 року The Sky Moves Sideways, музиканти Porcupine Tree приступили до запису нового, повністю спільного альбому. Вілсон зізнався, що він завжди «з любов’ю відносився до ідеї рок-гурту», оскільки «гурт – це свого роду і гламур, і привабливість, і романтика, а сольним проектам їх просто не вистачає».
Таким чином, Signify став першим альбомом Porcupine Tree, який  повністю створений усім гуртом, а не тільки фронтменом Стівеном Вілсоном з нерегулярною допомогою інших музикантів, серед яких були і майбутні учасники гурту Річард Барбієрі, Колін Едвін та Кріс Мейтленд. 
У 1995 році музиканти чергували гастрольне турне на підтримку свого попереднього альбому The Sky Moves Sideways із записом нового студійного альбому, про що Вілсон розповідав: «Альбом записувався фрагментами по 2-3 треки, після чого наставала перерва до 3 місяців». Частину з цих пісень, правда, у ранніх версіях, гурт виконував на концертах ще до виходу альбому.
Едвін визнав, що Вілсон надав йому велику свободу у басових партіях, але іноді Стівен просто замінював його демоверсії власними записами, як сталося на кінцевому варіанті Sever чи Dark Matter. Внеском Барбієрі у Signify стало «... використання його дивного та абстрактного звуку… у контексті поп-пісні».

### Звучання
Альбом став сумішшю інструментальних композицій та пісенних мелодій; численних рок- і авангардних стилів, зокрема краутроку. Треки стали коротшими, ніж у попередньому альбомі.
Поряд зі зміною загального звучання гурту відбулась деяка зміна й у стилістиці: якщо перші три альбоми Porcupine Tree записані у стилі психоделічного року, експериментального року та спейс-року, то звучання альбому Signify, хоча й зберігає стилістику попередніх альбомів, рухається у напрямку більш структурованого і сприятливого для радіокомпаній і ринку стилю прогресивного року, що стало помітнішим у наступних альбомах Stupid Dream (1999) та Lightbulb Sun (2000).  

## Композиції
Заголовний трек альбому Signify насправді виник з демостраційного запису кавер-версії пісні Hallogallo краутрокового гурту Neu!, який згодом перетворився в оригінальну пісню. Альбом спочатку планувалось закінчити композицією Signify II, але у кінцевому варіанті трек було вилучено з альбому, щоб скоротити загальний час звучання. 

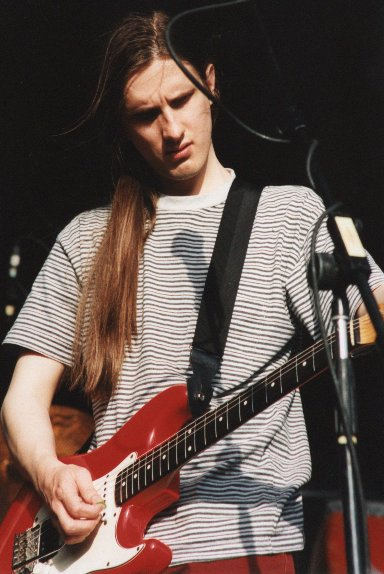
Стівен Вілсон у Strawberry Fair, Кембридж, 1997

У результаті Signify II було видано у збірнику Stars Die: The Delerium Years 1991–1997, а уривки з композиції у поєднанні із заголовним треком Signify виконувались наживо, у тому числі на концертному альбомі Coma Divine — Recorded Live In Rome.
Трек Every Home Is Wired відображає ставлення Вілсона до інтернету на той час, а пісня Dark Matter присвячена «зворотній стороні» гастрольного турне на підтримку альбому. Every Home Is Wired складається з 37 окремих, накладених один на одного вокальних треків. Композиція Light Mass Prayers  написана ударником Крісом Мейтлендом, але насправді взагалі не містить партії ударних. Демоверсії треків Signify, Waiting, Sever і Dark Matter були включені у збірник демоверсій Insignificance, останні дві композиції під назвами Sever Tomorrow та Dark Origins, відповідно. Ще одна демоверсія Wake As Gun була згодом використана для пісні Jack The Sax (з міні-альбому 1997 року Dry Cleaning Ray) іншого пректу Вілсона No-Man.

## Критичні відгуки
Після виходу Signify значна частина впливових європейських ЗМІ проявила неабияку зацікавленість Porcupine Tree. Музиканти отримали схвальні відгуки на більшість треків з альбому, особливо на композицію Intermediate Jesus.
Allmusic дав альбому чотири зірки з п'яти, оцінюючи альбом як «... значний крок вперед для Porcupine Tree, показ того, як вдало четвірка може повністю «відриватися», а також знайти свій власний стиль...».
Sputnikmusic теж дав альбому оцінку в чотири зірки з п'яти, хвалячи альбом за те, що «опинившись між психоделічним корінням... та пісенно орієнтованим майбутнім, Signify стало свідченням сили Porcupine Tree у вигляді темного, задумливого альбому з чудовим виконанням та старанно прогресуючим стрижнем».
Dutch Progressive Rock Page оцінив альбом на 8 балів з 10, заявивши, що «Signify не найкращий альбом Porcupine Tree, і, безумовно, не стане першою рекомендацією для «новачка», який хоче познайомитись з гуртом... Це не означає, що на альбомі немає високоякісного матеріалу. Компакт-диск містить пісні, які стають класикою Porcupine Tree, як-от хеві-металева титульна композиція Signify...».

### Insignificance
У 1997 році збірник композицій зі сторін Б та демоверсій, записаних під час сесій запису Signify, було випущено на касетному аудіоальбомі під назвою Insignificance. Альбом Signify перевиданий у 2003 році лейблом Delerium Records і у 2004 році Snapper Music разом з Insignificance, який містився на додатковому CD з дещо зміненим списком композицій: вилучено композиції Door To The River і Insignificance, замість яких включено трек Dark Origins, а композицію Hallogallo/Signify розбито на дві окремих частини.
| № з/п | аудіокасетне видання 1997 року      | видання Signify 2004 року (2-й CD)  |
| ----- | ----------------------------------- | ----------------------------------- |
| 1     | Wake As Gun 1 – 3:24                | Wake As Gun 1 – 3:29                |
| 2     | Hallogallo/Signify – 6:53           | Hallogallo – 3:37                   |
| 3     | Waiting – 6:45                      | Signify - 3:28                      |
| 4     | Smiling Not Smiling – 3:40          | Waiting – 6:56                      |
| 5     | Wake As Gun 2 – 3:42                | Smiling Not Smiling – 3:49          |
| 6     | Neural Rust – 5:47                  | Wake As Gun 2 – 2:06                |
| 7     | Sever Tomorrow – 6:01               | Neural Rust – 5:53                  |
| 8     | Door To The River – 4:17            | Dark Origins - 6:54                 |
| 9     | Insignificance – 4:54               | Sever Tomorrow – 6:04               |
| 10    | Nine Cats (acoustic version) – 4:03 | Nine Cats (acoustic version) – 4:08 |

### Інші композиції
Композиції того періоду, видані на сторонах Б, у тому числі The Sound Of No-One Listening (зі синглу Waiting та оригінального видання Signify на вінілі) та Fuse The Sky (ремікс заголовного треку альбому The Sky Moves Sideways) разом з Signify II та Colourflow In Mind згодом увійшли до збірника Stars Die: The Delerium Years 1991–1997.
Крім того, у 1998 році видано альбом Metanoia, що містив студійні імпровізації з періоду запису альбому Signify, які стали основою для кінцевого варіанту багатьох композицій. Наприклад, трек Metanoia I / Intermediate Jesus (14-хвилинна вільна імпровізація) у відредагованій формі було використано для створення пісні Intermediate Jesus. Композиції Door To The River та Insignificance також увійшли до збірника, що стало, ймовірно, причиною їх вилучення з майбутньої версії Insignificance.
В анотації до Insignificance Вілсон згадує незаписану пісню під назвою Cryogenics. Її основою були композиції Mesmer III з альбому Metanoia та Wake As Gun з Insignificance. Композиція Cryogenics вперше прозвучала під час концертного виступу у 1995 році, а згодом коротша версія виконувалась під час турне в Італії 1997 року і увійшла до концертного альбому Coma Divine – Recorded Live In Rome. 

## Список композицій
Автор слів Steven Wilson. 
| #     | Назва                  | Автор музики                   | Тривалість |
| ----- | ---------------------- | ------------------------------ | ---------- |
| 1.    | «Bornlivedie»          | Wilson/Barbieri                | 1:41       |
| 2.    | «Signify»              | Wilson                         | 3:26       |
| 3.    | «Sleep Of No Dreaming» | Wilson                         | 5:24       |
| 4.    | «Pagan»                | Wilson                         | 1:34       |
| 5.    | «Waiting (Phase One)»  | Wilson                         | 4:24       |
| 6.    | «Waiting (Phase Two)»  | Wilson                         | 6:15       |
| 7.    | «Sever»                | Wilson                         | 5:30       |
| 8.    | «Idiot Prayer»         | Wilson/Edwin                   | 7:37       |
| 9.    | «Every Home Is Wired»  | Wilson                         | 5:08       |
| 10.   | «Intermediate Jesus»   | Wilson/Barbieri/Edwin/Maitland | 7:29       |
| 11.   | «Light Mass Prayers»   | Maitland                       | 4:28       |
| 12.   | «Dark Matter»          | Wilson                         | 8:57       |
| 61:56 |                        |                                |            |

## Учасники запису
Основний склад гурту
- Стівен Вілсон (Steven Wilson) – гітари, фортепіано, орган, мелотрон, семплування, програмування ударних, вокали, продюсування та мікшування
- Річард Барбієрі (Richard Barbieri) – синтезатори, орган Хаммонда, фортепіано, секвенсери
- Колін Едвін (Colin Edwin) – бас-гітара, подвійна бас-гітара (double bass)
- Кріс Мейтленд (Chris Maitland) – ударні, цимбали, перкусія, вокальні гармонії на Waiting Phase 1 i Sever, клавішні і вокал на Light Mass Prayers

Інший персонал
- Terumi – вокали (на Bornlivedie)
- Chris Thorpe – мастеринг
- John Blackford – арт і дизайн

## References
1. 1 2  Архівована копія. Архів оригіналу за 24 лютого 2013. Процитовано 24 жовтня 2016.{{cite web}}:  Обслуговування CS1: Сторінки з текстом «archived copy» як значення параметру title (посилання)
2. 1 2  Архівована копія. Архів оригіналу за 8 травня 2012. Процитовано 24 жовтня 2016.{{cite web}}:  Обслуговування CS1: Сторінки з текстом «archived copy» як значення параметру title (посилання) [Архівовано 2012-05-08 у Wayback Machine.]
3. ↑  Kscope. Архів оригіналу за 25 жовтня 2016. Процитовано 24 жовтня 2016.
4. ↑  Kranitz, Jerry; Henderson, Keith (July 1999). Porcupine Tree (Review/Interview). Aural Innovations. № 7. Архів оригіналу за 1 січня 2007. Процитовано 23 жовтня 2016.
5. 1 2  Альбом «Signify» [Архівовано 2 листопада 2021 у Wayback Machine.] на AllMusic (англ.)
6. ↑  Internet Archive Wayback Machine. Web.archive.org. 15 вересня 2000. Архів оригіналу за 15 вересня 2000. Процитовано 24 жовтня 2016. [Архівовано 2000-09-15 у Wayback Machine.]
7. ↑  Архівована копія. Архів оригіналу за 1 січня 2007. Процитовано 24 жовтня 2016.{{cite web}}:  Обслуговування CS1: Сторінки з текстом «archived copy» як значення параметру title (посилання)
8. ↑  Ezell, Brice (2 квітня 2012). Prog's Only Stupid Dream: Porcupine Tree - "Even Less". PopMatters. Архів оригіналу за 24 лютого 2013. Процитовано 14 жовтня 2016.
9. 1 2  Архівована копія. Архів оригіналу за 1 січня 2007. Процитовано 24 жовтня 2016.{{cite web}}:  Обслуговування CS1: Сторінки з текстом «archived copy» як значення параметру title (посилання)
10. ↑  Архівована копія. Архів оригіналу за 4 березня 2016. Процитовано 24 жовтня 2016.{{cite web}}:  Обслуговування CS1: Сторінки з текстом «archived copy» як значення параметру title (посилання)
11. 1 2 3 4  http://www.sputnikmusic.com/review/6058/Porcupine-Tree-Signify/
12. 1 2  Insignificance liner notes, Steven Wilson, 1997.
13. 1 2 3  Архівована копія. Архів оригіналу за 4 квітня 2010. Процитовано 24 жовтня 2016.{{cite web}}:  Обслуговування CS1: Сторінки з текстом «archived copy» як значення параметру title (посилання)
14. ↑  Архівована копія. Архів оригіналу за 24 лютого 2013. Процитовано 24 жовтня 2016.{{cite web}}:  Обслуговування CS1: Сторінки з текстом «archived copy» як значення параметру title (посилання)
15. ↑  allmusic ((( Signify > Overview ))). www.allmusic.com. Процитовано 24 жовтня 2016.
16. 1 2 3 4  Архівована копія. Архів оригіналу за 14 жовтня 2012. Процитовано 24 жовтня 2016.{{cite web}}:  Обслуговування CS1: Сторінки з текстом «archived copy» як значення параметру title (посилання)
17. ↑  Porcupine Tree – Discography. porcupinetree.com. Архів оригіналу за 5 квітня 2008. Процитовано 14 жовтня 2016. [Архівовано 2008-04-05 у Wayback Machine.]
18. 1 2  Steven Wilson - The Complete Discography (8th Edition), p. 63 (PDF). Архів оригіналу (PDF) за 21 червня 2007. Процитовано 24 жовтня 2016.
19. ↑  Архівована копія. Архів оригіналу за 26 липня 2010. Процитовано 24 жовтня 2016.{{cite web}}:  Обслуговування CS1: Сторінки з текстом «archived copy» як значення параметру title (посилання) [Архівовано 2010-07-26 у Wayback Machine.]